# هوباردزی
هوباردزی (به ارمنی: Հոբարձի) یک روستا در ارمنستان است که در استان لوری واقع شده‌است. هوباردزی در ۱۹ کیلومتری شمال‌غرب وانادزور، مرکز استان لوری واقع شده‌است.

## خصوصیات
هوباردزی ۸۱۴ نفر جمعیت دارد و ۱٬۳۴۵ متر بالاتر از سطح دریا واقع شده‌است.